# Dichetophora conjuncta
Dichetophora conjuncta är en tvåvingeart som beskrevs av Malloch 1928. Dichetophora conjuncta ingår i släktet Dichetophora och familjen kärrflugor. Inga underarter finns listade i Catalogue of Life.